# FbK TJ Svitavy
FbK TJ Svitavy (dříve jen TJ Svitavy nebo FbK Svitavy) je florbalový klub ze Svitav v Pardubickém kraji, který patří pod TJ Svitavy.
Tým mužů hraje od sezóny 2023/2024 Regionální ligu, tedy pátou nejvyšší soutěž, poté co v předchozích dvou ročnících dvakrát po sobě sestoupil. V sezónách 1997/1998 a 2013/2014 až 2017/2018 hrál tým druhou nejvyšší soutěž (původně s názvem 2. liga, později 1. liga). Největším úspěchem týmu byla účast ve čtvrtfinále 1. ligy v sezónách 2013/2014 a 2015/2016.
Tým žen hraje od sezóny 2023/2024 1. ligu žen (druhou nejvyšší soutěž). V sezónách 2005/2006 a 2006/2007 hrál nejvyšší soutěž. V první z nich se z pátého místa probojoval do čtvrtfinále play-off. V roce 2006 postoupil do čtvrtfinále Poháru ČFbU. Po ročníku 2013/2014, ve kterém skončil na posledním místě v 1. lize, byl tým rozpuštěn. Obnoven byl v sezóně 2020/2021.

## Tým mužů

### Sezóny
| Sezóna                                                                                 | Úroveň | Soutěž       | Umístění | Poznámka                                                                            |
| -------------------------------------------------------------------------------------- | ------ | ------------ | -------- | ----------------------------------------------------------------------------------- |
| 1996/1997                                                                              | 3      | 3. liga      |          | Postup do vyšší ligy                                                                |
| 1997/1998                                                                              | 2      | 2. liga      |          | Sestup v rámci reorganizace soutěží                                                 |
| 1998/1999                                                                              | 3      | 3. liga      |          | [ 2 ]                                                                               |
| 1999/2000                                                                              | 3      | 3. liga      |          | Sestup do nižší ligy                                                                |
| V sezónách 2000/2001 až 2006/2007 se tým účastnil střídavě 3. ligy a Jihomoravské ligy |        |              |          |                                                                                     |
| 2007/2008                                                                              | 4      | 3. liga      |          | Postup do vyšší ligy                                                                |
| 2008/2009                                                                              | 3      | 2. liga      |          | [ 12 ]                                                                              |
| 2009/2010                                                                              | 3      | 2. liga      |          | [ 13 ]                                                                              |
| 2010/2011                                                                              | 3      | 2. liga      |          | [ 14 ]                                                                              |
| 2011/2012                                                                              | 3      | 2. liga      |          | [ 15 ]                                                                              |
| 2012/2013                                                                              | 3      | 2. liga      |          | Výhra v 1. kole play-up proti FBC Vikings Kopřivnice – Postup do vyšší ligy         |
| 2013/2014                                                                              | 2      | 1. liga      | 7.       | Vypadnutí ve čtvrtfinále play-off proti FBC BRZDY CZ Česká Lípa                     |
| 2014/2015                                                                              | 2      | 1. liga      | 9.       | Výhra v 1. kole play-down proti S.K. P.E.M.A. Opava                                 |
| 2015/2016                                                                              | 2      | 1. liga      | 6.       | Vypadnutí ve čtvrtfinále play-off proti FBC Kanonýři Kladno                         |
| 2016/2017                                                                              | 2      | 1. liga      | 9.       | Vypadnutí v předkole play-off proti Florbal PEGRES Havířov                          |
| 2017/2018                                                                              | 2      | 1. liga      | 13.      | Prohra v 2. kole play-down proti FBŠ Hummel Hattrick Brno – Sestup do nižší ligy    |
| 2018/2019                                                                              | 3      | Národní liga |          | Vypadnutí ve čtvrtfinále play-off proti TROOPERS Orel Telnice                       |
| 2019/2020                                                                              | 3      | Národní liga |          | Sezóna ukončena po dvou vyhraných zápasech play-down proti Snipers Třebíč           |
| 2020/2021                                                                              | 3      | Národní liga |          | Sezóna ukončena po neúplných pěti odehraných kolech základní části                  |
| 2021/2022                                                                              | 3      | Národní liga |          | Prohra v 1. kole play-down proti FAT PIPE Aligators Klobouky – Sestup do nižší ligy |
| Od sezóny 2022/2023 hraje tým regionální soutěže                                       |        |              |          |                                                                                     |

## Tým žen

### Sezóny
| Sezóna | Úroveň | Soutěž    | Umístění | Poznámka                                                                                            |
| --- | ------ | --------- | -------- | --------------------------------------------------------------------------------------------------- |
| 2004/2005 | 2      | 2. liga   |          | Druhé místo v divizi – Postup do vyšší ligy (První tým 1. AC Uherský Brod vyšší soutěž nepřihlásil) |
| 2005/2006 | 1      | 1. liga   | 5.       | Vypadnutí ve čtvrtfinále play-off proti TJ JM Chodov                                                |
| 2006/2007 | 1      | Extraliga | 9.       | Třetí místo ve skupině o udržení – Sestup do nižší ligy                                             |
| 2007/2008 | 2      | 1. liga   |          | [ 2 ]                                                                                               |
| 2008/2009 | 2      | 1. liga   |          | [ 28 ]                                                                                              |
| 2009/2010 | 2      | 1. liga   |          | [ 29 ]                                                                                              |
| 2010/2011 | 2      | 1. liga   |          | Sestup do nižší ligy                                                                                |
| 2011/2012 | 3      | 2. liga   |          | Postup do vyšší ligy                                                                                |
| 2012/2013 | 2      | 1. liga   |          | [ 31 ]                                                                                              |
| 2013/2014 | 2      | 1. liga   |          | Poslední místo v divizi – Tým se v další sezóně nepřihlásil do žádné soutěže                        |
| V sezónách 2014/2015 až 2019/2020 byl tým rozpuštěn. Po obnovení hrál v sezónách 2020/2021 až 2022/2023 2. ligu. |        |           |          | |
| 2023/2024 | 2      | 1. liga   |          | Vypadnutí v předkole play-off proti FbK Horní Suchá                                                 |
| 2024/2025 | 2      | 1. liga   |          | Vypadnutí v předkole play-off proti Sklo Bohemia Světlá n/S                                         |

### Známé hráčky
- Kristýna Jílková (Matoušová) (2001–2006)
- Lenka Kubíčková (2001–2007)